# Deborah Turbeville
Deborah Lou Turbeville, née le 6 juillet 1932 à Stoneham, au Massachusetts, et morte le 24 octobre 2013 à Manhattan, est une photographe de mode américaine.
Ses photographies caractérisées par des compositions étranges et hors du temps, par le grain de ses images et réalisées dans le cadre de ses collaborations avec des magazines de mode, comme Vogue, et des campagnes publicitaires pour des marques telles que Valentino, ont participé au renouveau dans la photographie de mode.
Jusqu'à sa disparition, elle vit altérnativement à Mexico, New York, Paris et Saint-Pétersbourg, où elle enseigne la photographie.

## Biographie

### Parcours

#### Débuts dans la photographie
Elle commence par publier ses photos dans des revues d'avant-garde, notamment le magazine Zoom. C'est là qu'elle publie une série de mode inspiré des ballets de Diaghilev, et intitulé A Touch Of Ballet Class. En 1972, elle travaille pour le magazine Nova, ainsi que plus tard le français Depeche Mode à Paris.

## Œuvre

### Mode et publicité
En 2012, la photographe, alors âgée de 80 ans, signe sa derrière campagne publicitaire pour Valentino. La campagne est shootée au Palais Valguarnera-Gangi de Palerme, où est tourné le film Le Guépard de Luchino Visconti, en 1963.

### Ouvrages
Deborah Turbeville se met alors à chercher « les maîtresses abandonnées » du palais, et s'intéresse aux greniers, aux placards. Cela donne le livre Unseen Versailles. Les images sont très floues, comme embrumées ; sur l'une d'elles, un corps de femme dans une grande robe pâle gît au milieu de feuilles mortes, dans un couloir de marbre abandonné. Elle obtient pour cet ouvrage l'American Book Award (1982).

## Style

### Technique
Ce travail d'altération est l'un des éléments qui font de Turbeville une artiste, puisqu'elle propose une réflexion sur le médium, et le médium est en lui-même signifiant. Ses images, « grattées, tordues, effacées, artificiellement abîmées pour donner l'impression de vieux clichés, contredisent la perfection technique que même un photographe amateur peut obtenir de nos jours. Turbeville expose le mensonge de la technique avec la détermination de l'artiste qui cherche à créer un contenu imaginatif résonnant d'ambigüités ». « Oui, leur immobilité apparente cache une soubassement de violence. (…) Cette violence est redoublée par l'artiste dans son travail : elle viole ses propres images ».

### Sujets

#### Féminité

##### Refus des conventions
Dans les années 1970, la photographie de mode se dirige vers plus de provocation sexuelle et tend à devenir, selon Nancy Hall-Duncan, « une sous-division de la culture pornographique ». « je suis totalement différente de photographes comme Newton ou Bourdin. Leurs […] photographies rabaissent la femme » précise la photographe. Les hommes restent omniprésents, mais une nouvelle génération de photographes féminins, influente, apparait, changeant par l'intermédiaire de l'image la perception des femmes dans la société, plus proche de leur réalité. Deborah Turbeville tranche d'une part par ses atmosphères vaporeuses, d'autre part par ses modèles qui ne communiquent pas, ni entre eux ni avec le spectateur. Nancy Hall-Duncan note que ces femmes semblent « enfermées dans leur solitude », impression renforcée « par des poses paresseuses, molles ». Et elle ajoute : « Dans leur sens le plus large, les photos de Turbeville reflètent l'effondrement psychologique du monde moderne. La pose un peu avachie […] donne l'impression de malaise. […] Le nouvel état d'esprit, la nouvelle attitude des jeunes femmes d'aujourd'hui doivent se refléter dans la façon dont le modèle se tient. Réaliser cela fut pour Turbeville, c'est elle qui le dit, un tournant décisif dans l'évolution de son style ».
The Bathhouse illustre parfaitement cette volonté de ne pas se conformer aux conventions sexuelles de l'époque, et de résister à la domination masculine : « les cinq modèles ont brisé toutes les lois qui disent à quoi les femmes en maillot de bain doivent ressembler, à savoir : appétissantes, succulentes, allumeuses qui veulent s'amuser… Bref, des femmes qui sont là pour les hommes. […] Si le sexe vient à l'esprit de quiconque, ce serait seulement comme le souvenir d'un vide ou de futilité. Certaines femmes étaient squelettiques, non pas façonnées pour le regard d'un homme mais au bord de l'anorexie : un refus de l'état adulte de femme et un refus des hommes ».

##### Rapport avec les mannequins
Ce refus des conventions qui font du modèle un objet du regard masculin du photographe, Deborah Turbeville le vit naturellement dans ses rapports avec les modèles. Celles-ci ne sont pas des objets malléables, mais des personnes avec qui Turbeville reconnaît son échec à communiquer parfaitement. Elle en a même peur, comme de personnes sur lesquelles elle ne peut avoir la moindre idée préconçue. « J'ai souvent peur, des gens. Ça se retrouve dans les photos que je prends : les sentiment presque d'humiliation ou d'embarras. Les jeunes femmes baissent les yeux, ou regardent ailleurs, elles ne peuvent pas regarder l'objectif en face. Et moi je ne peux pas les forcer à fixer l'objectif, ou à faire une tête du genre tout est super et c'est vraiment génial hein! ». En effet dans le livre collectif Women on Women, sur les femmes photographiant des femmes, elle écrit que dans ses photographies, « il y a le sentiment tenaillant que quelque chose ne va pas. Mon travail n'est pas complet s'il ne contient pas quelque vestige de cette frustration dans les tirages finaux ».
Ainsi, dans son travail de photographe de mode, elle essaie d'éviter un « idéal stéréotypé » et glamour : « Ce n'était pas la fille à la beauté parfaite qui me donnait envie de prendre des photos, mais la fille qui avait un intérêt dans son visage, avec une profondeur sous la surface ».

#### Espaces du souvenir
Les espaces sont souvent fermés et impossible à situer, comme dans The Bathhouse, série accusée de faire référence aux camps de concentration ou aux centres de désintoxication, ce dont la photographe s'est toujours défendue.

#### Importance du voyage
Il devient une nécessité pour Turbeville : dès les années 1960, grâce à son travail de rédactrice, elle voyage beaucoup, traverse l'Europe de l'Est en pleine Guerre Froide. Comme elle, l'univers de ses photographies n'a pas de patrie, et ses personnages ont un regard d'exilés qui attendent sans espoir. À partir de 1972 surtout, elle ne cesse de voyager entre New York et Paris : « Elle aime être nomade, n'appartenir à « aucun endroit ni aucun groupe », selon ses propres mots, et on pourrait dire la même chose de ma vie privée. Et c'est aussi vrai du temps aussi. Je ne veux pas appartenir entièrement au présent. Il y a des choses que j'adore avec le passé. Son atmosphère. J'ai besoin de cette atmosphère exactement comme d'autres personnes ont besoin de nourriture ou de sexe. Quand je suis en Europe, j'aime aller simplement dehors et humer les villes. Même si c'est une atmosphère oppressante, trop grise, trop sale, trop brumeuse. Quand on est divisé entre plusieurs lieux, tout devient théâtre. On garde une vivacité par rapport à son propre parcours. On ne perd pas la conscience. Toutes ces villes deviennent un peu des scènes de théâtre ».

## Expositions
Deborah Turbeville, comme elle le raconte dans différents entretiens, se voit avant tout comme une « artiste, authentique et originale ». Elle participe dès la fin des années 1970 à de nombreuses expositions à travers le monde, dépassant le champ de la mode,. Une exposition personnelle au Centre Georges Pompidou, Paris (1986), au Museo Tamayo Arte Contemporaneo à Mexico, à la Staley-Wise Gallery, New York (2017, 2015, 2011, 2010) .

### Publications de Deborah Turbeville
- Casa No. Name, Rizzoli, 2009
- Past Imperfect. Steidl, Germany 2010.  (ISBN 978-3-86521-452-2).
- Studio St. Petersburg, Bulfinch 1997
- The Voyage of the Virgen Maria Candelaria. Parco Co., Ldt; 1996
- Newport Remembered. Harry Abrams Inc. 1994. Introduction by Louis Auchincloss.
- Photographers Contemporains I. Centre Georges Pompidou/M.N.A.M., 1986
- Les Amoureuses du Temps Pass. Parco Co., Ldt., 1985.
- Unseen Versailles. Doubleday & Co., 1981. Introduction by Louis Auchincloss
- Wallflower, Congreve Publishing Co., Inc., 1979

### Articles de Deborah Turbeville
- Caméra Obscure, Art Photography Magazine, Moscow, septembre 1998
- Studio St. Petersburg, 8 page article in L'Uomo Vogue, décembre 1997
- Essence, Photography Magazine, Paris, décembre 1997

### Publications sur Deborah Turbeville
- Wedding Days, Images of Matrimony.H2O Co. Ldt./Graystone Books, Tokio, 1996
- The Idealizing Vision. Apertura, 1990
- Hall-Duncan, Nancy. The History of Fashion Photography[source insuffisante].
- Alexander Liberman The World of American Vogue: Fifty Years of Fashion.
- Women By Women. Aurum, 1978.
- Yearbook of Photography. Time-Life, Inc. 1976.